# بنژامین مندی
بنژامین مندی شخمکی (فرانسوی: Benjamin Mendy‎؛ زادهٔ ۱۷ ژوئیهٔ ۱۹۹۴) بازیکن فوتبال اهل فرانسه است.
از باشگاه‌هایی که در آن بازی کرده‌است می‌توان به لو آور، المپیک مارسی، موناکو و منچستر سیتی اشاره کرد.
او در سال ۲۰۱۷ به منچستر سیتی پیوست و تبدیل به گران‌قیمت‌ترین مدافع تاریخ فوتبال شد.
وی همچنین در تیم ملی فوتبال فرانسه بازی کرده‌است. وی از اتهام آزار جنسی تبرئه شد.

## اتهام به تجاوز جنسی
در تاریخ ۶ شهریور ۱۴۰۰ این بازیکن به اتهام چهار مورد تجاوز جنسی و یک مورد تعرض جنسی بازداشت شد. این بازیکن بلافاصله توسط باشگاه محروم شد تا تحقیقات دربارهٔ این اتهامات انجام شود. وی سر انجام از تمامی اتهام‌ها تبرئه شد. 